# Wii Play: Motion

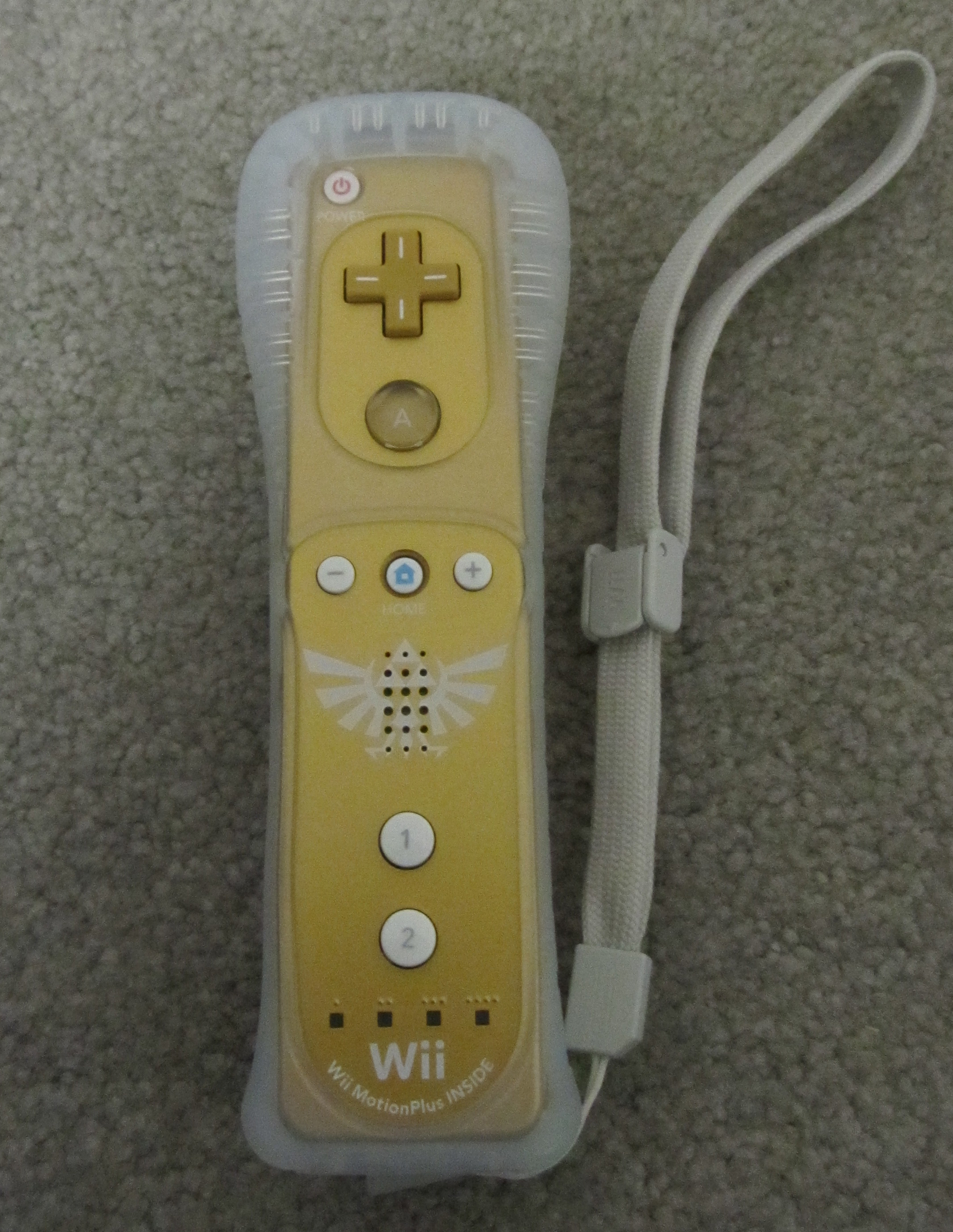
Um Wii Remote Plus dourado de edição limitada, vendido junto com o jogo Legend of Zelda: Skyward Sword

Wii Play: Motion é um jogo de vídeo de festa para o console Wii e a continuação de 2006 do jogo Wii Play. O jogo é a entrada mais recente da série de jogos Wii. Foi lançado na América do Norte no dia 13 de junho de 2011 e no dia 24 de junho na Europa. Todas as cópias de varejo do Wii Play: Motion são empacotados com um Wii Remote Plus (vermelho na Europa e preto em outras regiões).

## Mini jogos
- Skip Skimmer
- Cone Zone
- Wind Runner
- Pose Mii Plus
- Treasure Twirl
- Trigger Twist
- Flutter Fly
- Jump Park
- Spooky Search
- Tetter Targets
- Star Shuttle
- Veggie Guardin